# Rémi Herbulot
Pour les articles homonymes, voir Herbulot.
Rémi Herbulot (né en 1956) est un producteur et concepteur français de jeux vidéo. Il fut l’une des grandes figures du métier à la fin des années 1980 sur Amstrad CPC puis Atari ST. En 1992, il a créé Cryo Interactive Entertainment avec Jean-Martial Lefranc et Philippe Ulrich.

## Initiation à l'informatique
Au début des années 1980, Remi Herbulot découvre l’informatique alors qu’il est employé pour faire du contrôle de gestion par un grand fabricant de pièces détachées automobile. Cela devient rapidement une passion. Il s’achète un ordinateur personnel Digital Rainbow 100, ordinateur doté de deux processeurs différents, et s’initie à la programmation en langage BASIC puis en langage assembleur (langage machine).

## Auteur de jeux vidéo
En 1984, Remi Herbulot donne sa démission à son employeur pour se lancer dans la réalisation de jeux vidéo en tant qu’auteur indépendant. Sur un ordinateur Oric, il crée un simulateur de flipper constructible : Macadam Bumper. Il va ensuite le proposer à tous les éditeurs parisiens et signe avec Ere Informatique. Il l’adapte sur plusieurs machines. Le jeu connaitra un grand succès avec les versions Amstrad CPC (1985) et Atari ST (1986).
Sur l’Amstrad CPC, il se lance ensuite dans la création d’un jeu d’action-aventure, Crafton et Xunk qui sort en 1986. Ce sera son deuxième grand succès. Considéré comme une prouesse technique, le jeu est édité dans plusieurs pays européens sous le nom de Get Dexter. Il est classé numéro un des ventes en Angleterre, le premier jeu français à avoir atteint ce niveau. Le jeu aura une suite, L'Ange de Cristal (1988), exporté sous le nom Get Dexter 2.

## Producteur de jeux vidéo
En 1992, Remi Herbulot, Philippe Ulrich et Jean-Martial Lefranc créent la société Cryo Interactive Entertainment. Les premiers jeux de la société sont signés Remi Herbulot, notamment Dune, adaptation en jeu d’aventures de l’univers de Dune de Frank Herbert. Pour la version CD-ROM du jeu, Remi Herbulot met au point un système de compression des images qui permet d’inclure des extraits numérisés du film Dune de David Lynch et de nombreuses animations de survol du désert réalisées en images de synthèse. Dune est le premier jeu vidéo à sortir sur support CD-ROM sur PC, précédant de peu The 7th Guest de Virgin Interactive.
A l’intérieur de Cryo Interactive, Remi Herbulot s’implique plus particulièrement dans certains projets, Megarace, Lost Eden et Atlantis : Secrets d'un monde oublié, qui seront des titres-phare de la société.
Début 1998, Remi Herbulot quitte la direction de Cryo Interactive dont il reste consultant pendant encore deux années.

## Ludographie
- 1985 : Macadam Bumper - conception et programmation - Tilt d'Or 1985
- 1986 : Crafton et Xunk - conception et programmation - Tilt d'Or 1986
- 1988 : L'Ange de Cristal - conception et programmation
- 1989 : Purple Saturn Day - conception et programmation
- 1990 : Extase - conception
- 1992 : Dune - direction, conception originale, programmation
- 1993 : MegaRace - direction, programmation additionnelle
- 1994 : Commander Blood - programmation additionnelle
- 1995 : Lost Eden - direction, conception originale, programmation additionnelle
- 1995 : Aliens: A Comic Book Adventure - animation et compression
- 1996 : Versailles 1685 : Complot à la Cour du Roi Soleil - direction, compression des images
- 1996 : MegaRace 2 - direction, réalisateur des séquences télévisées
- 1996 : Big Bug Bang : Le Retour de Commander Blood - compression
- 1997 : Égypte : 1156 av. J.-C. - L'Énigme de la tombe royale - production
- 1997 : Atlantis : Secrets d'un monde oublié - direction, conception originale et production
- 1998 : Ubik - production

## Sources
- « Bâtisseurs de rêves : Enquête sur le nouvel eldorado des jeux vidéo » de Daniel Ichbiah, First, 5 février 1997, 430 pages  (ISBN 2876913372).
- Interview de Remi Herbulot dans la revue Pix'n Love n°08 p 70  (ISBN 9782918272045)
- Interview de Remi Herbulot dans la revue Pix'n Love n°16 p 70  (ISBN 9782918272496)
- Interview de Rémi Herbulot sur Phenix Informatique